# Universitatea Christian-Albrecht din Kiel
Universitatea Christian-Albrecht din Kiel (CAU) landul Schleswig-Holstein, Germania a fost întemeiată în anul 1665 de Prințul Christian Albert de Holstein-Gottorp (1641 - 1695) din Lübeck.

## Facultăți
- Facultatea de Teologie
- Facultatea de Drept
- Facultatea de Economie și Științe sociale
- Facultatea de Medicină
- Facultatea de Filozofie
- Facultatea de Matematică și Științele Naturii
- Facultatea de Agronomie și Alimentație
- Facultatea Tehnică

## Istoric
Universitatea a fost întemeiată în castelul din Kiel sub numele de „Christiana Albertina” la data de 5 octombrie 1665 de către prințul Christian Albrecht von Schleswig-Holstein-Gottor. Prințul plănuise deja în anul 1653 înființarea unei universități proprii, planuri pe care din cauza războiului de 30 de ani nu a reușit să le realizeze. În anul 1652 prințul Friedrich III. (Schleswig-Holstein-Gottorf) după o serie de cereri va primi privilegiul imperial de a întemeia o universitate în principatul Holstein. Motoul universității dat de profesorul Samuel Rachel în urma „războiului de 30 de ani” avea să fie „Pax optima rerum” (în traducere „Bogăția cea mai mare este pacea”).
La început fusese prevăzut ca universitatea să fie în „Schleswig”, dar din cauză că nu aparținea de Sfântul Imperiu Roman a fost în cele din urmă întemeiată în Kiel, după sfatul comisariului „Johann Adolph Kielmann von Kielmannsegg”. Cetățenii orașului Kiel au privit cu neîncredere acest plan temânându-se de lipsa de alimente și bețiile care vor avea loc în oraș după sosirea studenților. La început universitatea a avut 17 profesori printre care se numărau Daniel Georg Morhof (1639 - 1691) și Johann Daniel Major (1634 - 1693) și 162 de studenți, fiind condusă de un „Prorector magnificus”. Avea trei discipline „Științe juridice”, „Teologie” și „Medicină”. În anul 1666 au fost deja susținute primele lucrări de doctorat, ceea ce a ridicat prestigiul universității. Biblioteca mănăstirii punea la dispoziție cărțile necesare studenților.

## Personalități
| - Kurt Alder - Walter Anderson - Georg Beseler - Heinrich Biltz - Jochen Bleicken - Hartmut Boockmann - Hans-Gerhard Creutzfeldt - Friedrich Christoph Dahlmann - Heinrich Detering - Paul Deussen - Otto Diels - Wilhelm Dilthey - Karl Gottfried Paul Döhle - Johann Gustav Droysen - Karl Dietrich Erdmann - Friedrich von Esmarch - Johann Christian Fabricius - Niels Nikolaus Falck - Paul Johann Anselm von Feuerbach - Eduard Fraenkel - Otto Fränzle - Hans Freyer - Manfred Fuhrmann - Hugo Gering - Hans Geiger - Herbert Giersch - Ernst Gräfenberg | - Wilhelm Griesinger - Wolfgang Hackbusch - Claus Harms - Bernhard Harms - Rudolf Heberle - Heinrich Hertz - Alfred Heuß - Rudolf Hoppe - Christian Cay Lorenz Hirschfeld - Kurt Hübner - Ludwig Levin Jacobson - Felix Jacoby - Otto Jahn - Reimut Jochimsen - Hermann Kantorowicz - Werner Kroebel - Georg Landsberg - Karl Larenz - Philipp Lenard - Uwe Jens Lornsen - Johann Daniel Major - Willi Marxsen - Johanna Mestorf - Ludwig Meyn - Otto Meyerhof - Theodor Mommsen - Daniel Georg Morhof | - Theodor Nöldeke - Max Planck - Leo August Pochhammer - Gustav Radbruch - Adolf Remane - Hans Reese - Erwin Rohde - Ludwig Ross - Friedrich Schleiermacher - Moritz Schlick - Reinhard Schmidt-Rost - Erich Schneider - Walther Schücking - Wolfhart Schultz - Kurt Schütte - Eugen Seibold - Lorenz von Stein - Ernst Steinitz - Johann Nikolaus Tetens - Ferdinand Tönnies - Otto Toeplitz - Heinrich von Treitschke - Albrecht Unsöld - Debora Weber-Wulff - Georg Waitz - Heinz Zahrnt |